# Porriño (parroquia)
Porriño (oficialmente Santa María do Porriño) es una parroquia española del municipio de Porriño, perteneciente a la provincia de Pontevedra, en la comunidad autónoma de Galicia.

## Toponimia
El lugar puede aparecer referido como «Porriño», «Santa María de Porriño», «Santa María del Porriño» y «Santa María do Porriño».

## Historia
Hacia mediados del siglo XIX, el lugar, ya por entonces perteneciente a Porriño, tenía contabilizada una población de 632 habitantes. Aparece descrito en el decimotercer volumen del Diccionario geográfico-estadístico-histórico de España y sus posesiones de Ultramar de Pascual Madoz con las siguientes palabras:

PORRIÑO (Sta. Maria del): v. cap. del ayunt. del mismo nombre en la prov. de Pontevedra (5 leg.), part. jud. y dióc. de Tuy (2): sit. en un estenso llano á la izq. del r. Louro; reinan principalmente los aires del N y O.; el clima es benigno y las enfermedades mas frecuentes fiebres y pulmonias. Tiene 193 casas en la v. y en su barrio de Carracido; casa municipal; cárcel; escuela de primeras letras, frecuentada por 80 niños de ambos sexos, dotada con 2,200 rs. anuales: 2 fuentes de buenas aguas, y un paseo con arbolado. La igl. parr. (Sta. Maria) se halla servida por un cura de nombramiento del Chantre de la cated. de Tuy. Tambien hay una ermita dedicada á San Sebastian, al S. de la v. Confina el térm. N. v. de Mos; E. Coto de Cans; S. parr. de Atios, y O. la de Torneiros. El terreno es de buena calidad y bastante llano. Se cruzan en esta parr. los caminos que dirigen á Puenteareas, Tuy, Vigo y Bayona; su estado regular. Hay en la v. una carteria ó estafetilla donde se rebicen los correos de Pontevedra los miércoles, viernes y domingos, y los de Orense los lunes, miércoles y sábados; despachándose para el primer punto los lunes, miércoles y viernes, y para Orense los lunes, jueves y sábados por la noche. prod.: trigo, maiz, centeno, lino, vino y habichuelas: hay ganado vacuno, lanar y de cerda; caza de liebres, perdices y conejos, y pesca de anguilas y truchas. ind.: la agrícola, 2 fáb. de curtidos y algunos molinos harineros. pobl.: 163 vec., 632 alm. contr.: con las demas parr. que componen su ayunt. (V.).
(Madoz, 1849, p. 172)

En 2023, tenía empadronados 9111 habitantes.